# Turó de l'Aguilar
|  | Aquest article tracta sobre Turó de l'Aguilar de Castellnou de Bages. Vegeu-ne altres significats a «Turó de l'Aguilar (Tavèrnoles)». |

El Turó de l'Aguilar és una muntanya de 509 metres que es troba al municipi de Castellnou de Bages, a la comarca catalana del Bages.